# Asociación Profesional de Ilustradores de Cataluña
La Asociación Profesional de Ilustradores de Cataluña (en catalán: Associació Profesional d'Il·lustradors de Catalunya), también conocida por sus siglas APIC, es un colectivo que agrupa a profesionales de distintos ámbitos de la creación visual aplicada. Fue fundado en 1981.
Desde 2003 conceden anualmente los Premios Junceda de ilustración.
Actualmente la asociación está presidida por el ilustrador Xavi Ramiro.